# Pseudopanax
Pseudopanax – rodzaj roślin z rodziny araliowatych. Należy do niego 7 gatunków w wąskim ujęciu lub ok. 12 w szerszym. W wąskim ujęciu rodzaj reprezentowany jest przez gatunki występujące wyłącznie w Nowej Zelandii, podczas gdy w szerszym należą tu także gatunki rosnące na Tasmanii i w Chile. Rośliny te występują w formacjach leśnych. Rośliny z tego rodzaju bywają uprawiane jako ozdobne. Osobliwą cechą jest istotnie różna budowa liści roślin w różnym wieku. Co ciekawe podobnie zupełnie odmienne liście młodych roślin i starszych występują także w innych, choć niespokrewnionych rodzajach z Nowej Zelandii – zastrzalin Podocarpus i metrosideros Metrosideros.

## Morfologia
PokrójDrzewa osiągające do 15 m wysokości o pędach nieuzbrojonych.
LiścieZimozielone, skrętoległe, pojedyncze i dłoniasto złożone, za młodu zwykle równowąskie i ząbkowane.
KwiatyDrobne, zielonkawe, zwykle jednopłciowe (wówczas rośliny dwupienne). Zebrane w baldachy, a te w złożone kwiatostany. Rąbek kielicha z 4–5 drobnymi ząbkami. Płatki korony w liczbie 4 lub 5, tyle samo jest pręcików. Zalążnia dolna, składa się z 2–5 komór i zwieńczona jest pojedynczą szyjką słupka na szczycie rozgałęzioną.
OwocePestkowce, zwykle czarne po dojrzeniu, zawierające 2–5 nasion.

## Systematyka
Pozycja systematyczna
Rodzaj należący do podrodziny Aralioideae z rodziny araliowatych (Araliaceae). Niepewne jest wyodrębnianie 5 gatunków w osobny rodzaj Neopanax Allan.
Wykaz gatunków
- Pseudopanax chathamicus Kirk
- Pseudopanax crassifolius (Sol. ex A.Cunn.) K.Koch
- Pseudopanax discolor (Kirk) Harms
- Pseudopanax ferox Kirk
- Pseudopanax gilliesii Kirk
- Pseudopanax lessonii (DC.) K.Koch
- Pseudopanax linearis (Hook.f.) K.Koch